# Villasanta
Villasanta ist eine norditalienische Gemeinde (comune) mit 14.243 Einwohnern (Stand 31. Dezember 2023) in der Provinz Monza und Brianza in der Lombardei. Die Gemeinde liegt etwa 3,5 Kilometer nordöstlich von Monza und etwa 18 Kilometer nordöstlich von Mailand. Im weitesten Sinne kann die Gemeinde noch der Poebene zugerechnet werden. Die Gemeinde liegt am östlichen Rand des Parco della Valle del Lambro. Etwas westlich fließt der Lambro.

## Geschichte
Die ursprünglichen Fundamente der der heiligen Anastasia geweihten Kirche sind seit 768 nachweisbar. Vermutlich kann der Ursprung noch weiter zurückdatiert werden, sodass bereits um 500 ein Gottesbau bestand.
1929 wurde der Ortsteil La Santa aus dem Gebiet der Stadt Monza gelöst und mit Villa San Fiorano verbunden.
2010 ereignete sich die Umweltkatastrophe am Lambro, dabei gelangten etwa 2500 Kubikmeter Diesel und Schweröl in den Fluss Lambro.

## Verkehr
Villasanta liegt innerhalb des dichten Straßennetzes von Monza und Mailand. Zur Autostrada A51 sind es nur 5 Kilometer. An den Schienenverkehr ist Villasanta mit einem Bahnhof an der nicht elektrifizierten Bahnstrecke Monza–Molteno (als Abschnitt der Strecke Mailand-Lecco) seit 1911 angebunden. Die Linie ist auch als Teil des S-Bahn Mailand vorgesehen (S 7).

## Persönlichkeiten
- Giulio Oggioni (1916–1993), früherer Bischof von Bergamo
- Donato Piazza (1930–1997), Radrennfahrer
- Filippo Galli (* 1963), früherer Fußballspieler (Abwehr) und -trainer
- Dany Locati (* 1977), frühere Skeletonpilotin